# 绍赖
绍赖（法語：Chauray，法語發音：[ʃoʁɛ]）是法国德塞夫勒省的一个市镇，属于尼奥尔区。

## 地理
绍赖（46°21'38"N, 0°22'38"W）面积14.5 平方千米，位于法国新阿基坦大区德塞夫勒省，该省份为法国西部内陆省份，北起曼恩-卢瓦尔省，西接旺代省，南至夏朗德省和滨海夏朗德省，东临维埃纳省。
与绍赖接壤的市镇（或旧市镇、城区）包括：拉克雷什、弗朗索瓦、尼奥尔、圣热莱、武耶。

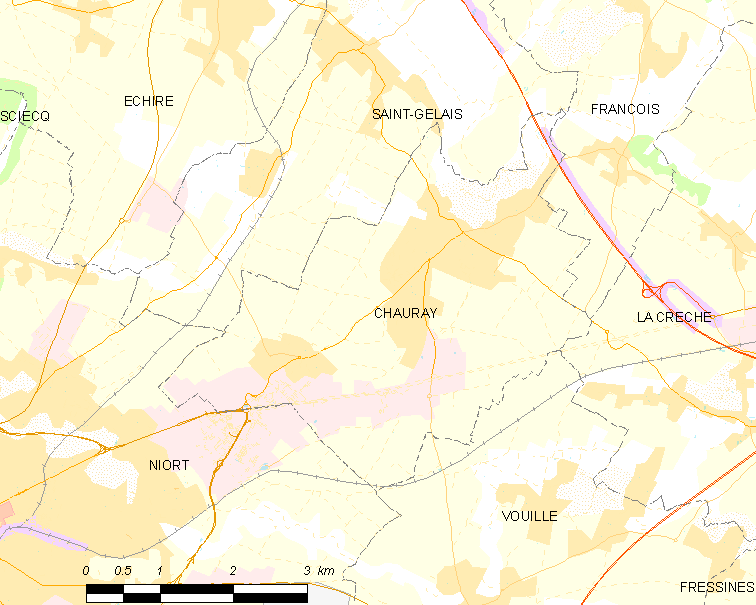
绍赖的OSM定位图

绍赖的时区为UTC+01:00、UTC+02:00（夏令时）。

## 行政
绍赖的邮政编码为79180，INSEE市镇编码为79081。

## 政治
绍赖所属的省级选区为尼奥尔平原县。

## 人口

1962-2008年间绍赖人口变化图示

绍赖于2022年1月1日时的人口数量为7173人。